# إريك وينالدا
إريك وينالدا (بالإنجليزية: Eric Wynalda)‏، من مواليد 9 يونيو 1969 في فولرتون في كاليفورنيا في الولايات المتحدة الأمريكية، لاعب كرة قدم سابق أمريكي ومدرب حاليًا.
بدأ مسيرته الكروية مع منتخب الولايات المتحدة لكرة القدم في عام 1990 وحتى عام 2000، وشارك معهم في 107 مباريات وسجل 34 هدف.

## روابط خارجية
- إريك وينالدا على موقع الاتحاد الدولي (مؤرشف)  (الإنجليزية)
- إريك وينالدا على موقع الدوري الأمريكي (الإنجليزية)
- إريك وينالدا على موقع قاعدة بيانات كرة القدم.إي يو (الإنجليزية)
- إريك وينالدا على موقع بيانات كرة القدم. دي إي (الألمانية)
- إريك وينالدا على موقع ليكيب (الفرنسية)
- إريك وينالدا على موقع ناشيونال فوتبول تيمز (الإنجليزية)
- إريك وينالدا على موقع Soccerway.com (الإنجليزية)
- إريك وينالدا على موقع عالم كرة القدم.نت (الإنجليزية)
- إريك وينالدا على موقع كووورة